# Yudha Karya
Yudha Karya is een bestuurslaag in het regentschap Musi Rawas van de provincie Zuid-Sumatra, Indonesië. Yudha Karya telt 803 inwoners (volkstelling 2010).